# 白蛇伝説〜ホワイト・スネーク〜
『白蛇伝説〜ホワイト・スネーク〜』（はくじゃでんせつ ホワイトスネーク、原題: 白蛇傳説、香港公開題: 白蛇伝説之法海）は、2011年9月28日より中国で公開されたアクション・ファンタジー映画。
日本では2012年7月14日に「2012 夏の香港傑作映画まつり」で『白蛇伝説〜ホワイト・スネーク〜』の邦題で日本語字幕版のみ劇場公開された。同年12月7日にパラマウント・ホーム・エンタテインメント・ジャパンより『白蛇伝説』の邦題で日本語字幕・吹替付きDVD（PPA-300186）とBlu-ray Disc「白蛇伝説 スペシャル・エディション」（PPWB-300186）が同時に発売されている。

## 概要
中国巨力影視が投資した、中国の古代伝説『白蛇伝』を題材にしたアクション・ファンタジー映画作品。監督はチン・シウトン（程小東）。第68回ヴェネチア国際映画祭特別招待作品である。
キャストは、メインの5人の主役をジェット・リー（李連杰）、ホァン・シェンイー（黄聖依）、レイモンド・ラム（林峯）、シャーリーン・チョイ（蔡卓妍）、ウェン・ジャン（文章）が担当する。
英語「ITS LOVE」というタイトルは「その愛」の意味であり、監督いわく、白蛇のストーリーの核心は愛。

## ストーリー
南宋時代、人間界の妖魔を退治する高僧・法海は千年修行された雪女を法力で封印した。その頃、深山に住む千年の白蛇の精と妹の青蛇の精は人間を思い出して、一緒に人間界を観光に来た。白蛇は白衣美女に化け、名を素素とし、川へと落ちた青年・許仙を助ける。後に両人が相思相愛の仲である。法海は素素が白蛇の妖怪だと見破り、素素・青青と闘う。

## 登場人物
法海（ほうかい / ファーハイ）
演 - ジェット・リー、日本語吹替 - 池田秀一
人間の妖怪を退治した高僧。妖怪と見たら情け容赦なく厳しい。弟子の能忍と共に雪女、コウモリの妖怪、狐狸の精たちを降伏させる。その後、許仙を愛した素素の正体を見破り、彼女と許仙の恋路を阻もうとする。素素との決戦に負けた時に、無敵の仏法を身に付け、素素を雷峰塔の下に鎮圧した。
素素（そそ / スースー）
演 - ホアン・シェンイー、日本語吹替 - 小林沙苗
山奥に住む千年白蛇の精。妹の青蛇の精・青青とともに人間界を観光に訪れる。薬草を集めに来た許仙に一目惚れし、青青の悪戯で湖に落ちた許仙を救助した。その後、相思相愛の仲となり結婚するが法海に正体（一匹の巨大な白蛇）を見破られ、許仙と離れろと警告されるが自由と愛情のために法海と闘う。
宝剣を武器とし、剣技による攻撃が得意。強大な妖力を持っており金山寺と金剛陣をしてる僧侶たちを水没させる。大量の毒蛇を放つ攻撃ができる。
青青（せいせい / チンチン）
演 - シャーリーン・チョイ、日本語吹替 - 佐々木亜紀
素素の妹で、五百年の修行をした青蛇の精。天真爛漫な性格を持って、法海の弟子・能忍と恋に落ちる。
双剣を武器とし、巨大な青蛇に変化し、素素と共に法海と戦う。
許仙（きょせん / シューシェン）
演 - レイモンド・ラム、日本語吹替 - 内田夕夜
能忍（のうにん / ノンレン）
演 - ウェン・ジャン、日本語吹替 - 岸尾だいすけ
法海の弟子で法海のサポートが役割。後にコウモリ妖怪の妖血に感染しまい妖怪に姿を変える。
千年雪女（せんねんゆきおんな）
演 - ビビアン・スー、日本語吹替 - 岡本麻弥
物語冒頭に登場する法海を尋ねる妖怪。雪が舞う幻像を創造し、人間の男性を誘殺する。真っ赤な衣装で、青龍刀を使って法海と対決し激闘の末、法海の法力で封印される。

## スタッフ
- 監督・アクション監督 - チン・シウトン（程小東）
- 脚本 - カーボン・チョン、ツァン・カンチョン、シト・チェクホン
- 製作 - チュイ・ポーチュウ
- プロデューサー - ツイ・バオチュー
- 音楽 - マーク・ロイ（雷頌徳）
- 撮影 - キョン・クォッマン（姜国民）
- 編集 - アンジー・ラム（林安兒）
- 美術・衣裳 - ウィリアム・チャン
- 日本語字幕 - 遠藤壽美子

## 受賞
- 第68回ヴェネツィア国際映画祭特別招待作品
- 第31回香港電影金像奨 - アクション賞 / 視覚効果賞ノミネート